# Gare de Hassi El Ghella
La gare de Hassi El Ghella est une gare ferroviaire algérienne située sur le territoire de la commune de Hassi El Ghella, dans la wilaya de Aïn Témouchent.

## Situation ferroviaire
La gare se situe sur la ligne d'Es Senia à Béni Saf où elle précédée de la gare d'El Amria est suivie de celle d'El Malah.

## Histoire
Lors de la colonisation, la gare portait le nom de gare d'Er-Rahel.

## Service des voyageurs

### Dessertes
La gare de Hassi El Ghella est desservie par les trains régionaux de la liaison Oran - Béni Saf.